# Kroke
Kroke (Yiddish för Kraków) är en polsk trio grundad 1992 i Kraków av tre vänner och studenter vid Musikakademien i Kraków, Tomasz Lato (kontrabas), Tomasz Kukurba (viola), and Jerzy Bawoł (dragspel).
Kroke gjorde sig först kända som ett Klezmer-band, och de bjöds tidigt in till flera folkmusikevenemang och -festivaler i Sverige, bland andra Umeå folkmusikfestival, MADE-festivalen (2006) och Urkult (2004 och 2010), men de har också tydliga jazzinfluenser. Åren 2004–2007 var trion oftast en kvartett, i och med samarbetet med slagverkaren Tomasz Grochot.

## Diskografi

### Egna album[3]
- Klezmer Acoustic Music (self-released 1993)
- Trio (Oriente Musik 1995)
- Eden (Oriente 1997)
- Live at The Pit (Oriente 1998)
- Sounds of the Vanishing World (Oriente Musik 1999)
- Ten Pieces to Save the World (Oriente Musik 2003)
- Quartet – Live At Home (Oriente Musik 2004)
- Seventh Trip (Oriente Musik 2007)
- Out of Sight (Oriente Musik 2009)
- Feelharmony (EMI 2012)
- Ten (Oriente Musik 2014)
- Cabaret of Death: Music for a Film (Oriente Musik 2015)
- Traveller (Universal 2017)
- Rejwach (Oriente Musik 2019)

### Samarbeten
- East Meets East – Nigel Kennedy and Kroke (EMI 2003)
- Śpiewam życie – I Sing Life, med Edyta Geppert (Oriente Musik 2007)
- Live in Førde – Tindra & Kroke (ta:lik 2011)
- Avra – Maja Sikorowska & Kroke (EMI 2011)